# Развихряне: Във вашия дом
Развихряне: Във вашия дом (на английски: Breakdown: In Your House) е двадесет и четвъртото pay-per-view събитие от поредицата Във вашия дом, продуцирано от Световната федерация по кеч (WWF). Събитието се провежда на 27 септември 1998 г. в Хамилтън, Онтарио, Канада.

## Обща информация
Основното събитие е мач тройна заплаха между Ледения Стив Остин, Гробаря и Кейн за Титлата на WWF, който завършва с противоречие, когато Гробаря и Кейн едновременно тушират Остин. Друг мач на събитието е мач тройна заплаха в стоманена клетка между Кен Шамрок, Менкайнд и Скалата, за да се определи претендент номер 1 за Титлата на WWF.

## Резултати
| №                                         | Резултати | Правила                                                                                    | Време |
| ----------------------------------------- | --- | ------------------------------------------------------------------------------------------ | ----- |
| 1                                         | Оуен Харт побеждава Острието                                                                                      | Индивидуален мач                                                                           | 09:16 |
| 2                                         | Ал Сноу и Скорпио (с Главата) поб. Твърде много (Брайън Кристофър и Скот Тейлър)                                  | Отборен мач                                                                                | 08:03 |
| 3                                         | Марк Меро (с Жаклин) поб. Дроз                                                                                    | Индивидуален мач                                                                           | 05:12 |
| 4                                         | Брадшоу поб. Вейдър                                                                                               | Мач Тушовете важат навсякъде                                                               | 07:56 |
| 5                                         | Д'Ло Браун поб. Гангрел                                                                                           | Индивидуален мач                                                                           | 07:46 |
| 6                                         | Скалата поб. Кен Шамрок и Менкайнд                                                                                | Мач в Стоманена клетка за определяне #1 претендент за Титлата на WWF                       | 18:49 |
| 7                                         | Вал Винъс (с Тери Рънълс) поб. Дъстин Рънълс                                                                      | Индивидуален мач                                                                           | 09:09 |
| 8                                         | D-Generation X (Били Гън, Роуд Дог и Екс Пак) поб. Джеф Джарет и Южното правосъдие (Денис Найт и Марк Кантърбъри) | Шесторен отборен мач                                                                       | 11:17 |
| 9                                         | Кейн и Гробаря поб. Ледения Стив Остин (ш)                                                                        | Мач Тройна заплаха за Титлата на WWF, в който Кейн и Гробаря не може да се тушират взаимно | 22:18 |
| - (ш) – указва шампиона/шампионите в мача | |                                                                                            |       |